# 北海道様似高等学校
北海道様似高等学校（ほっかいどう さまにこうとうがっこう、Hokkaido Samani High School）は、かつて北海道様似郡様似町錦町にあった道立高等学校。

## 設置学科
- 普通科
- 商業科

## 沿革
- 1949年（昭和24年） - 北海道浦河高等学校定時制課程様似分校として開校
- 1952年（昭和27年） - 北海道様似高等学校と改称
- 1971年（昭和46年） - 北海道様似商業高等学校と改称
- 1977年（昭和52年） - 北海道様似高等学校と改称
- 2005年（平成17年） - 普通科を廃止
- 2012年（平成24年） - 新入生徒募集停止
- 2014年（平成26年） - 閉校[1]

## 閉校後の校舎
様似町立様似中学校が移転し、旧様似高校の校舎をそのまま利用している。